# Поблоцка, Эва
Эва Поблоцка (пол. Ewa Pobłocka; род. 21 ноября 1957, Хелмно) — польская пианистка. Дочь оперной певицы Зофьи Янукович-Поблоцкой.
Начала учиться игре на фортепиано в пятилетнем возрасте, концертировала с 12 лет. Окончила Музыкальную академию в Гданьске (1981), ученица Збигнева Сливинского и Ежи Суликовского. Стажировалась в Гамбургской высшей школе музыки у Конрада Хансена, занималась также под руководством Рудольфа Керера, Татьяны Николаевой, Марты Аргерих. В студенческие годы выиграла Международный конкурс исполнителей имени Виотти в Италии (1977), получила пятую премию на Международном конкурсе пианистов имени Шопена (1980).
Постоянно выступая с ведущими польскими оркестрами, Поблоцка, в частности, совершила с 1984 по 1998 гг. пять европейских гастрольных с Варшавским филармоническим оркестром под управлением Казимежа Корда. В 1990 г. она исполнила польскую премьеру фортепианного концерта Анджея Пануфника на открытии фестиваля «Варшавская осень», а затем записала его с Лондонским симфоническим оркестром под управлением автора. Среди других записей Поблоцкой — фортепианный концерт Витольда Лютославского, также под управлением автора, и сочинения других современных польских композиторов (Павел Шиманьский, Павел Мыкетин). В то же время среди записей Поблоцкой много романтической музыки: множество сочинений Фридерика Шопена, все ноктюрны Джона Филда, все экспромты Франца Шуберта и др.; записала она и все партиты Иоганна Себастьяна Баха.
С 2007 г. профессор Музыкальной академии в Быдгоще, преподаёт также в Музыкальном университете имени Фридерика Шопена.